# العلاقات البيروية السودانية
العلاقات السودانية البيروفية هي العلاقات الثنائية التي تجمع بين السودان وبيرو.

## مقارنة بين البلدين
هذه مقارنة عامة ومرجعية للدولتين:
| وجه المقارنة                                              | السودان                     | بيرو                                   |
| --------------------------------------------------------- | --------------------------- | -------------------------------------- |
| المساحة (كم2)                                             | 1.89 مليون                  | 1.29 مليون                             |
| عدد السكان (نسمة)                                         | 40.53 مليون                 | 32.16 مليون                            |
| الكثافة السكانية (ن./كم²)                                 | 21.44                       | 24.93                                  |
| العاصمة                                                   | الخرطوم                     | ليما                                   |
| اللغة الرسمية                                             | اللغة العربية، لغة إنجليزية | اللغة الإسبانية، اللغة الأيمرية، كتشوا |
| العملة                                                    | جنيه سوداني                 | سول بيروفي جديد                        |
| الناتج المحلي الإجمالي (بليون دولار)                      | 117.49 مليار                | 211.39 مليار                           |
| الناتج المحلي الإجمالي (تعادل القوة الشرائية) بليون دولار | 176.55 مليار                | 393.13 مليار                           |
| الناتج المحلي الإجمالي الاسمي للفرد دولار أمريكي          | 2.41 ألف                    | 6.03 ألف                               |
| الناتج المحلي الإجمالي للفرد دولار أمريكي                 | 4.07 ألف                    | 11.99 ألف                              |
| مؤشر التنمية البشرية                                      | 0.479                       | 0.740                                  |
| رمز المكالمات الدولي                                      | +249                        | +51                                    |
| رمز الإنترنت                                              | سودان                       | .pe                                    |
| المنطقة الزمنية                                           | ت ع م+03:00، ت ع م+02:00    | توقيت بيرو، 00                         |

## منظمات دولية مشتركة
يشترك البلدان في عضوية مجموعة من المنظمات الدولية، منها:
| علم المنظمة | اسم المنظمة                               | تاريخ انضمام السودان | تاريخ انضمام بيرو |
| ----------- | ----------------------------------------- | -------------------- | ----------------- |
|             | الاتحاد البريدي العالمي                   | ?                    | ?                 |
|             | يونسكو                                    | 26 نوفمبر 1956       | 21 نوفمبر 1946    |
|             | البنك الدولي للإنشاء والتعمير             | 5 سبتمبر 1957        | 31 ديسمبر 1945    |
|             | وكالة ضمان الاستثمار متعدد الأطراف        | 7 نوفمبر 1991        | 2 ديسمبر 1991     |
|             | الاتحاد الدولي للاتصالات                  | 23 أكتوبر 1957       | 12 يوليو 1915     |
|             | منظمة الشرطة الجنائية الدولية             | ?                    | ?                 |
|             | مؤسسة التمويل الدولية                     | 21 أكتوبر 1960       | 20 يوليو 1956     |
|             | الأمم المتحدة                             | 12 نوفمبر 1956       | 31 أكتوبر 1945    |
|             | مؤسسة التنمية الدولية                     | 24 سبتمبر 1960       | 30 أغسطس 1961     |
|             | الفريق المعني برصد الأرض                  | ?                    | ?                 |
|             | منظمة حظر الأسلحة الكيميائية              | ?                    | ?                 |
|             | المركز الدولي لتسوية المنازعات الاستشارية | 9 مايو 1973          | 8 سبتمبر 1993     |

## وصلات خارجية
- موقع وزارة الخارجية السودانية
- موقع وزارة الخارجية البيروفية